# Клёпфер, Ойген
О́йген Клёпфер (нем. Eugen Klöpfer; 10 марта 1886, Тальхайм — 3 марта 1950, Висбаден) — немецкий актёр театра и кино.

## Биография
Ойген Готлоб Клёпфер родился в семье фермера Карла Клёпфера и его жены Каролины, урожденной Херш. После учёбы в реальном училище в Хайльбронне в 1898 году он перешел в школу латыни в Лауффене-на-Неккаре, а два года спустя в гимназию в Хайльбронне. По желанию отца начал учёбу на купца в Мюнхене и тайно посещал курсы актерского мастерства. В качестве члена театрального общества иногда выступал в баварских провинциальных театрах. С 1905 года Клёпфер без особого успеха играл в театрах в Ландсхуте, Ингольштадте и Биле. Затем продолжил учёбу в Мюнхене и в Розенхайме. В 1909 году его приняли в труппу Народного театра в Мюнхене. В 1914—1918 годах он выступал в театрах в Кольмара, Эрфурта, Бонна и Франкфурта-на-Майне. Сначала Крёпфер специализировался на романтических характерах, а затем благодаря своим физическим данным стал исполнять героические роли. В 1918 году он переехал в Берлин. С 1920 года был в труппе Немецкого театра. С 1923 года выступал на различных берлинских сценах, а с 1925 года также в Вене и Зальцбурге.
С 1919 года Клепфер работал и в кино. Снимался в фильмах Мурнау и Груне. Часто играл роли немецких исторических героев. В звуковом кино расширил репертуар исторических персонажей («Вильгельм Тель», Кристиан Шубарт в фильме «Фридрих Шиллер», Иоганн Себастьян Бах в фильме «Фридеман Бах»). Упрямый, тоскующий по родине германец в фильме «Беженцы» (1933) положил начало целой серии роковых ролей, достигшей своего апогея в роли Штурма в фильме «Еврей Зюсс» (1940).
В 1934 году Клёпфер получил звание государственного актёра и был назначен интендантом «Фольксбюне». С 1935 года он был вице-президентом имперской театральной палаты и членом наблюдательного совета УФА, с 1936 года генеральным интендантом объединенных с «Фольксбюне» Театра на Ноллендорфплац и Театра на Саарландштрассе, членом президентского совета имперской кинопалаты, членом имперского сената культуры, членом куратория фонда доктора Геббельса «Благодарность художнику».
В 1945 году Клёпфер получил запрет на актёрскую деятельность и провел два месяца в тюремном заключении в Фельдкирхе. Среди прочего, его упрекали в том, что на его совести было самоубийство актёра Йоахима Готтшалька, который работал под его руководством. В 1948 году в порядке кассации он был оправдан. В 1949 году вернулся в театр.
Ойген Клёпфер скончался 3 марта 1950 года в Висбадене от воспаления легких.